# Antyki (Braniewo)
Antyki (deutsch Anticken) war ein Ort in der polnischen Woiwodschaft Ermland-Masuren. Die Ortsstelle befindet sich im Gebiet der Gmina Braniewo (Landgemeinde Braunsberg) im Powiat Braniewski (Kreis Braunsberg).
Die Ortsstelle von Antyki liegt im Nordwesten der Woiwodschaft Ermland-Masuren, zehn Kilometer südöstlich der Kreisstadt Braniewo (Braunsberg).
Der noch vor 1785 Anken genannte kleine Gutsort bestand aus ein paar großen und kleinen Höfen. Im Jahre 1874 wurde der Gutsbezirk Anticken in den neu errichteten Amtsbezirk Schalmey (polnisch Szalmia) im ostpreußischen Kreis Braunsberg, Regierungsbezirk Königsberg, eingegliedert. 48 Einwohner zählte Anticken im Jahre 1910.
Am 30. September 1928 verlor der Gutsbezirk Anticken seine Eigenständigkeit: er wurde mit dem Nachbarort Hirschfeld (polnisch Jeleniowo) nach Mertensdorf (Marcinkowo) eingemeindet.
Im Zusammenhang der Abtretung des gesamten südlichen Ostpreußen 1945 in Kriegsfolge an Polen erhielt Anticken die polnische Namensform „Antyki“. Bald aber verliert sich die Spur des Ortes, dessen Name nicht mehr regulär genannt wird,  und der heute als untergegangen gilt. Seine Ortsstelle liegt innerhalb der Gmina Braniewo im Powiat Braniewski, von 1975 bis 1998 der Woiwodschaft Elbląg, seither der Woiwodschaft Ermland-Masuren zugehörig.
Vor 1945 gehörte Anticken zur römisch-katholischen Pfarrei Schalmey (Szalmia) im damaligen Bistum Ermland. Außerdem war das Dorf in die evangelische Kirche Lindenau (Lipowina) in der Kirchenprovinz Ostpreußen der Kirche der Altpreußischen Union eingegliedert.
Die nicht mehr erkennbare Ortsstelle Antykis liegt unweit der Nebenstraße, die die Stadt Braniewo (Braunsberg) über Szyleny (Schillgehnen) und Marcinkowo (Mertensdorf) mit Lubnowo (Liebenau) und Płoskinia (Plaßwich) verbindet.